# Pulvinaria areolata
Pulvinaria areolata är en insektsart som beskrevs av Fonseca 1969. Pulvinaria areolata ingår i släktet Pulvinaria och familjen skålsköldlöss. Inga underarter finns listade i Catalogue of Life.